# Regéczy-Nagy László
Regéczy-Nagy László (Budapest, 1925. február 17.– 2021. július 14.) magyar katonatiszt, angol nagykövetségi alkalmazott, akit az 1956-os forradalomban viselt szerepe miatt börtönbüntetésre ítéltek.

## Élete
Köznemesi eredetű családból származott. Középiskolai tanulmányait Miskolcon végezte. 1936–1939 között Pécsett, 1939–1940 között Kőszegen, majd 1944-ig Marosvásárhelyen végezte katonai tanulmányait. 1944 novemberében Vasváron tisztté avatták, majd az 1. harckocsiezredhez került, amelynek kötelékében részt vett a szovjetek ellen folytatott harcokban. 1945 elején egységével Németországban folytatta a harcot, itt azonban angol hadifogságba esett.
1946-ban hazatérhetett, de nem igazolták, mivel nyugati hadifogságban volt, ezért katonai működését kénytelen volt félbehagyni. Előbb raktáros lett, majd fuvarozó, 1948-ban az angol nagykövetség szolgálatába került, ahol 1949-től a nagykövet sofőrje lett. A forradalom alatt végig a nagykövetségen tartózkodott. Előbb a követség tisztviselőinek családjait szállította be a követség épületébe, majd a nagykövetet hordozta. November közepén megismerkedett Bibó Istvánnal, akinek egy memorandumát átadta az angol követnek. November végén Göncz Árpád kérésére Nagy Imre egyetlen megmaradt írását is eljuttatta a követségi titkárhoz. 1957 tavaszán háromszor is járt Bécsben a követség megbízásából, de június 19-én letartóztatták. Előbb tanúként hallgatták ki a Nagy Imre-perben, majd a Bibó-perben állították bíróság elé két társával együtt.
A vád szerint az angol követség első titkárától rendszeres szállított értesüléseket a „Strassbourgi Forradalmi Tanács” nevet viselő, ellenforradalmi emigrációs szervezet tevékenységéről, működési körülményeiről, a perben szereplő másodrendű vádlottnak. Ezeket az adatokat pedig továbbította dr. Bibó István elsőrendű vádlotthoz. A vád azt is tartalmazta, hogy Nagy Imre utolsó írását a másodrendű vádlottal együtt kijuttatták nyugatra. Őt, mint harmadrendű vádlottat, a Legfelsőbb Bíróság népbírósági tanácsa 1958. augusztus 2-án főbüntetésül 15 év börtönbüntetésre ítélte. A két másik vádlottat egyenként életfogytiglani börtönre ítélték. A bíróság enyhítő körülményként értékelte, hogy a bűncselekményben alárendelt szerepkörben tevékenykedett és tettét a tárgyaláson a bűnössége elismerésére is kiterjedően megbánta.1963-ban az általános amnesztia idején nem akarták szabad lábra helyezni, de U Thant az ENSZ-főtitkár közbenjárására végül mégis szabad lábra került. 
Mi nem az amnesztiával szabadultunk, Göncz és én bent maradtunk még hónapokig. Aztán az ENSZ nyomására nagy nehezen kiengedtek minket, tehát nem kellett letölteni neki az életfogytiglant, nekem a 15 évet, Istennek hála. És óriási meglepetés volt az a magyar társadalom, amelyet hat esztendő elteltével talált az ember, a saját hazájában. Jó, odabent azt mondogattuk, hogy a rácsokon belül van a kis börtön, a börtönrácsok és a nyugati határzár között a nagy börtön. De azért azt az önfeladást, amit az ember az első pillanattól kezdve tapasztalt itthon, azt máig sem tudtam elfelejteni. Nagyon keserves volt látni, hogy a magyarok azért, hogy ne kelljen feszültségben, meghasonlásban élniük, a Kádár-rendszer kicsi adományait önként és szívesen elfogadták a legnagyobb jónak. Föladták önmaguk lelkét, azonosságát azokért az apró kedvezményekért, amelyeket a párt kegyelemből adott. Ezek nem megszerzett jogok voltak, bármikor elvehették, tehát kézben tartott társadalomba érkeztem, amelynek nem volt öntudata. Csak egyetlen barátom ölelt meg és mondta: „Köszönöm, amit tettél, helyettem is ültél a börtönben. Ott lett volna a helyem veled, de az Úristen megkímélt ettől!
Ezt követően segédmunkásként, majd fordítóként dolgozott. 1988-ban a Történelmi Igazságtétel Bizottság alapító tagja volt, majd részt vett Nagy Imre és társai újratemetésének megrendezésében. Ugyanebben az évben az MDF tagja lett, majd 1990-től a köztársasági elnök hivatalának főosztályvezetője, később szárnysegédje lett. 1996-ban ezredesi rangban nyugdíjba vonult, ugyanebben az évben megválasztották a TIB elnökévé.